# Synecdoche, New York
Synecdoche, New York är en amerikansk film från 2008 skriven och regisserad av Charlie Kaufman. Filmen hade premiär den 23 maj 2008 på Filmfestivalen i Cannes där den nominerades till Guldpalmen.

## Rollista
| Philip Seymour Hoffman | – Caden Cotard                                                                          |
| Catherine Keener       | – Adele Lack                                                                            |
| Samantha Morton        | – Hazel                                                                                 |
| Hope Davis             | – Madeleine Gravis                                                                      |
| Tom Noonan             | – Sammy Barnathan, Cadens dubbelgångare                                                 |
| Emily Watson           | – Tammy, Hazels dubbelgångare                                                           |
| Jennifer Jason Leigh   | – Maria                                                                                 |
| Dianne Wiest           | – Millicent Weems (som spelar Ellen Bascomb och ytterligare en av Cadens dubbelgångare) |
| Michelle Williams      | – Claire Keen                                                                           |
| Deirdre O'Connell      | – fru Bascomb                                                                           |
| Robin Weigert          | – Olive Cotard, Cadens vuxna dotter                                                     |
| Sadie Goldstein        | – Olive, fyra år gammal                                                                 |
| Josh Pais              | – oftalmolog                                                                            |

## Om filmen
Filmen är Kaufmans första som regissör men han har tidigare skrivit manus till filmer som till exempel I huvudet på John Malkovich, Eternal Sunshine of the Spotless Mind och Confessions of a Dangerous Mind.